# Campionati europei di tuffi 2017 - Trampolino 3 metri sincro femminile
Il concorso dal trampolino 3 metri sincro femminile ai campionati europei di tuffi di Kiev 2017 si è svolto il 18 giugno 2017, vi hanno preso parte 16 atlete di 12 nazioni distinte. La competizione è stata vinta dalla coppia russa composta da Nadežda Bažina e Kristina Il'inych.

## Medaglie
| Posizione | Atlete                           | Paese       |
| --------- | -------------------------------- | ----------- |
| Oro       | Nadežda Bažina Kristina Il'inych | Russia      |
| Argento   | Tina Punzel Friederike Freyer    | Germania    |
| Bronzo    | Inge Jansen Daphne Wils          | Paesi Bassi |

## Risultati
| Class | Tuffatrici                                     | Nazionalità   | Finale | Finale |
| Class | Tuffatrici                                     | Nazionalità   | Punti  | Class  |
| ----- | ---------------------------------------------- | ------------- | ------ | ------ |
|       | Nadežda Bažina Kristina Il'inych               | Russia        | 304.80 | 1      |
|       | Tina Punzel Friederike Freyer                  | Germania      | 284.10 | 2      |
|       | Inge Jansen Daphne Wils                        | Paesi Bassi   | 283.80 | 3      |
| 4     | Katherine Torrance Grace Reid                  | Gran Bretagna | 283.50 | 4      |
| 5     | Anna Pysmenska Viktoriya Kesar                 | Ucraina       | 272.40 | 5      |
| 6     | Emma G-Gullstrand Daniella Nero                | Svezia        | 255.42 | 6      |
| 7     | Villo Gyongyver Kormos Flora P. Fazekas-Gondos | Ungheria      | 237.75 | 7      |
| 8     | Vivian Barth Jessica Favre                     | Svizzera      | 231.18 | 8      |